# F.C. Bari 1908
Società Sportiva Calcio Bari, forkortes S.S.C. Bari, er en italiensk fodboldklub fra byen Bari i Apulien. Klubben blev grundlagt i 1908 og spiller sine hjemmekampe på Stadio San Nicola. Klubbens farver er rød og hvid, og deres symbol er en hane.

## Historie
Foot-Ball Club Bari blev stiftet i 1908. Som med så mange andre af de tidlige italienske fodboldklubber var der flere udlændinge med i gruppen bag klubben. Klubbens første hold bestod af briter, franskmænd, spaniere, schweizere og enkelte lokale. Bari er en af Italiens vigtigste havnebyer, og i begyndelsen spillede klubben en del kampe mod besætninger fra de mange skibe, der lagde til i byen.
Selvom der blev spillet fodbold i Bari og i store dele af Syditalien, var der ikke mange af regionens klubber, der deltog i de officielle, nationale ligaer. Da Første Verdenskrig i en periode fik den originale Foot-Ball Club Bari til at bukke under, var det i stedet rivalerne fra Foot-Ball Club Liberty, der blev det første hold fra byen, der deltog i en national turnering, hvor de i 1925 klarede sig frem til det afsluttende syditalienske gruppespil.
I slutningen af 1920'erne gennemgik fodbold i Bari og flere andre steder i Italien en række sammenlægninger. Først fusionerede Foot-Ball Club Bari med Foot-Ball Club Liberty og siden med Unione Sportiva Ideale. Derfor betragtes 1928 af nogle som året for AS Baris egentlige grundlæggelse. Med fra Foot-Ball Club Liberty kom Raffaele Costantino, der skulle blive en af datidens største italienske stjerner.
Bari er historisk en af Syditaliens mest succesrige fodboldklubber, hvilket dog i højere grad skyldes, at syditalienske hold har ret beskedne resultater i forhold til de norditalienske. Baris historie har været præget af mange op- og nedrykninger mellem Serie A og Serie B. Af og til har klubben endda befundet sig helt nede i tredjebedste række. Baris bedste ligaresultat er en syvendeplads i 1947. Man har også vundet Serie B i 1942 og i 2009.
I 2018 gik klubben fallit og måtte starte forfra i serie D, den fjerdebedste række. Herfra sikrede man sig dog straks oprykning til Serie C.

## Spillere
Blandt de berømte spillere i klubbens historie finder man David Platt, der i 1991 var et kæmpe indkøb, Antonio Cassano, der senere blev en fascinerende og kontroversiel figur, og Igor Protti, der i 1996 blev klubbens hidtil eneste topscorer i Serie A. Også Gianluca Zambrotta, Leonardo Bonucci, Daniel Andersson, Jean François Gillet og Giorgio De Trizio har spillet i Bari.
De to danskere Michael Madsen og Peter Knudsen spillede omkring år 2000 i Bari. Madsen klarede sig bedst med i alt 51 ligakampe fordelt på tre sæsoner. Knudsen rejste hjem efter en enkelt sæson.

## Stadion
Bari spiller deres hjemmekampe på Stadio San Nicola. Det er et åbent stadion med løbebane og blev bygget til VM i 1990, hvor det husede fem kampe. Der er 58.270 siddepladser og ingen ståpladser.
San Nicola er tegnet af arkitekten Renzo Piano. Designet er tænkt som en blomst, og mellem sektionerne på de øverste tribuner er der åbne rum, der giver strukturen et let og luftigt udtryk.  Stadion er sjældent fyldt, men ved oprykningskampe, og når Bari er i Serie A, er der set over 50.000 tilskuere.
San Nicola lagde græstæppe til finalen i Europacuppen for mesterhold i 1991.

## Titler
A.S. Bari vandt i 1990 den hedengangne europæiske fodboldturnering Mitropa Cuppen.